# Pixar Image Computer
 (signalé en juillet 2025).
Si vous disposez d'ouvrages ou d'articles de référence ou si vous connaissez des sites web de qualité traitant du thème abordé ici, merci de compléter l'article en donnant les références utiles à sa vérifiabilité et en les liant à la section « Notes et références ».
- Archive Wikiwix
- Bing
- Cairn
- DuckDuckGo
- E. Universalis
- Gallica
- Google
- G. Books
- G. News
- G. Scholar
- Persée
- Qwant
- (zh) Baidu
- (ru) Yandex
- (wd) trouver des œuvres sur Wikidata

Pour les articles homonymes, voir Pixar (homonymie).

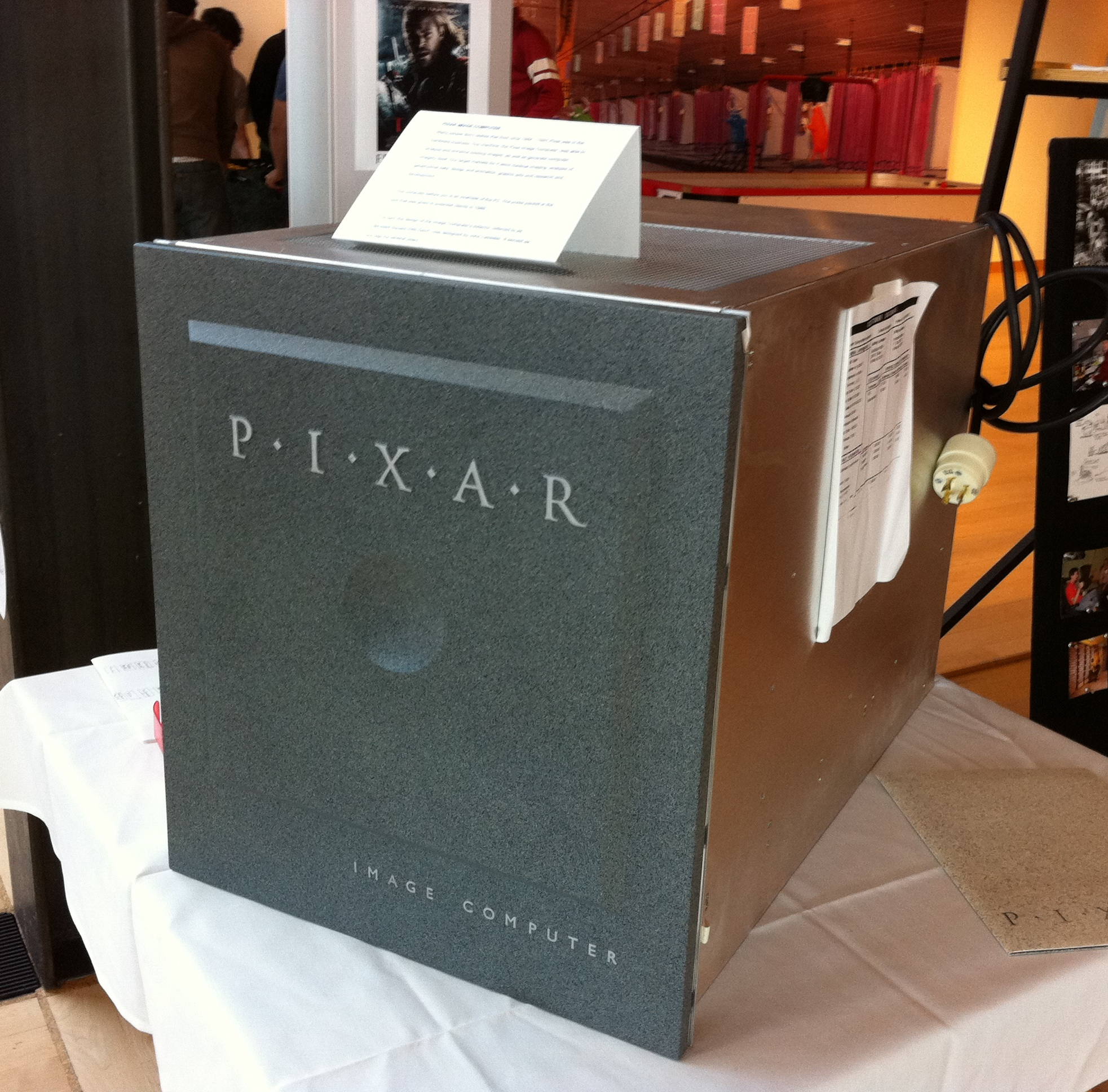
Un Pixar Image Computer deuxième version.

Le Pixar Image Computer est un ordinateur destiné à la conception graphique créé par Pixar en mai 1986, pour des secteurs tels que la médecine. Cette machine était vendue 135 000 USD. La première version de cet ordinateur était en avance sur son temps, et elle a été beaucoup achetée par les laboratoires de recherche.
En 1987, Pixar sort une deuxième version de la machine, vendue cette fois à 30 000 USD. Pour s'implanter sur le marché médical, Pixar a fait don de dix machines à des hôpitaux. Toutefois, cela a eu peu d'effet sur les ventes, en dépit de l'aptitude de la machine à montrer des images du corps humain.